# Alfa Telescopii
Alfa Telescopii (α Tel / HD 169467 / HR 6897) es la estrella más brillante de la constelación de Telescopium con magnitud aparente +3,49.
Aunque no tiene nombre propio habitual, en la astronomía china era conocida como We, «peligro».
Se encuentra a 249 años luz de distancia del sistema solar.
Alfa Telescopii es una estrella azul caliente de tipo espectral B3IV con una temperatura de 18 400 K. Aunque catalogada como estrella subgigante, su luminosidad 900 veces mayor que la del Sol y su masa en torno a 6 masas solares sugieren que en realidad se trata de una estrella de la secuencia principal en cuyo núcleo el hidrógeno se transforma en helio.
Su diámetro —estimado por métodos indirectos— es unas 4,2 veces más grande que el diámetro solar.
Alfa Telescopii presenta una composición química peculiar. Pertenece al infrecuente tipo de estrellas de helio, caracterizadas por la abundancia de este elemento. Al igual que sucede en otras estrellas químicamente anómalas como las estrellas Am o las estrellas de mercurio-manganeso, el elevado contenido en helio se relaciona con la difusión de los distintos átomos dentro de la estrella y no se debe a un mayor contenido global. En este sentido, el origen del helio es distinto al de ciertas estrellas de Wolf-Rayet, como γ2 Velorum, en donde el enriquecimiento en este elemento es el resultado de la pérdida por parte de la estrella de las capas exteriores ricas en hidrógeno.